# Bojové vozidlo
Bojové vozidlo je vojenské vozidlo určené k použití v bojových operacích. Od nebojových vojenských vozidel, jako jsou například nákladní automobily, se liší tím, že jsou navržena pro použití v aktivních bojových zónách, kde mají zajišťovat mechanizovaný boj a mobilitu pěchoty.
Mezi bojová vozidla patří zejména obrněné automobily, obrněné transportéry, bojová vozidla pěchoty, lehká obrněná vozidla, MRAP a tanky. Mezi bojová vozidla se mohou počítat i improvizovaná bojová vozidla, například technicaly. Většina moderních bojových vozidel má pancéřování, útočnou nebo obrannou výzbroj a prostor pro přepravu posádky, vybavení a materiálu; vozidlo, které splňuje první dvě podmínky, může být považováno za obrněné vozidlo.